# Delaware Staigers
Charles Delaware Staigers (ook: Del Staigers) (Muncie (Indiana), 19 augustus 1899 – Los Angeles, 12 juli 1950) was een Amerikaans componist en kornettist.

## Levensloop
Staigers tweede voornaam is ook voor Amerikanen ongewoon. Gewoonlijk draagt men als tweede voornaam de achternaam van zijn moeder, bijvoorbeeld was de tweede voornaam Fitzgerald van John Fitzgerald Kennedy de achternaam van zijn moeder. Bij Staigers is dat niet het geval, hij werd geboren in de staat Indiana, terwijl zijn vader aan de oostkust in Delaware verbleef. En zo kreeg hij de tweede voornaam Delaware, die hij zelf niet mooi vond. Hij noemde zich liever Del Staigers en maakte onder deze naam ook carrière.
Hij raakte al op zesjarige leeftijd gefascineerd door de prachtige muziek en de formatie van de Muncie Indiana Boys’ Band in zijn geboortestad. Hij wou in ieder geval een koperblaasinstrument leren te bespelen. Met instemming van zijn moeder ging hij naar het conservatorium van Muncie (Indiana) en kreeg van professor E. W. Garreth les op de kornet. De professor zelf deed hem het aanbod een instrument voor 10 cent per week te huren. Hij werd al spoedig lid van de Muncie Indiana Boys’ Band en een jaar later speelt hij al zijn eerste solopartij. In 1912 had hij de gelegenheid te spelen met de Band NHDVS uit Dayton (Ohio). Na dit optreden werd hem een studiebeurs van de Manlius School aangeboden. In 1914 tijdens een optreden in de Manlius Band wekte hij het interesse van Patrick Conway (1867–1929), die een eigen harmonieorkest had. Conway wierf Staigers aan als lid van zijn orkest en liet hem meespelen tijdens een concertreeks in de Willow Grove Park, net buiten Philadelphia (Pennsylvania).
In 1916 en in 1917 was hij geëngageerd in de Keith and Orpheum Vaudeville Circuits. En in 1918 werd hij lid van de befaamde John Sousa Band en werkte aan de concerten van dit harmonieorkest in de Willow Grove Park mee. Hij werd assistent van de kornetsolist Frank Simon (1889-1967) in dit prestigieus orkest. Tijdens de tournee speelden zij 42 weken concerten, iedere dag twee meestal in verschillende steden. Het was voor hem een grote ervaring, die hij niet mocht missen, maar hij was om deze redenen uitsluitend twee jaren lid van de Sousa Band, alhoewel hij toen al over technische vaardigheden beschikte, die als fenomenaal – ja bijna zonder grenzen – bekend werden.
Dan vertrok Staigers naar New York en speelde eerste trompet in het orkest van het New York Hippodrome en daarna in het orkest van het Strand Theatre. Later werd hij trompettist bij de Okeh phonograph company en gedurende deze periode maakte hij verschillende plaatopnames. In het midden van de jaren 1920 vormde Nathaniel Shilkret het Victor Salon Orchestra, waarin van 1926 tot 1942 Del Staigers de solopartij kornet bezette. Met dit orkest deed hij vele radio-uitzendingen en een aantal plaatopnames voor de Victor Phonograph Company. In 1926 werd hij ook solokornettist in het harmonieorkest van de befaamde Edwin Franko Goldman (1878-1956). Bij zijn eerst solo-optreden met dit orkest waren er ongeveer 25.000 luisteraars aan de Mall in het Central Park in New York.
Hij behoorde naast Frank Simon en Walter M. Smith tot het solokornettrio, dat op 30 april 1934 in Toronto in Canada, een speciale compositie van Herbert Lincoln Clarke voor deze drie solisten "The Three Aces", tijdens de vijfde conferentie van de American Bandmasters Association (ABA), ten gehore bracht. In 1934 verliet Staigers de Edwin Franko Goldman Band en ging werken als trompetleraar en studiomuzikant. Verder was hij werkzaam voor de King Company, een trompetfabrikant in de Verenigde Staten, waarvan hij de King Liberty 2 Trumpet en de King Master Model Cornet aanprees.
In 1936 werkte hij korte tijd voor de omroeporganisatie NBC. In 1940 was hij eerste kornettist in de New York World's Fair Band, die onder leiding stond van Eugene LaBarre, eveneens een uitstekende kornettist. In 1943 kreeg hij nog een engagement in Hollywood.

## Composities

### Werken voor harmonieorkest
- 1929 Hazel, voor kornet en harmonieorkest
- 1932 Taps
- 1940 The Three Stars, voor kornet trio en harmonieorkest
- Quatre variations sur un theme de Domenico Scarlatti
- Variaties over "Carnival Of Venice", voor trompet en harmonieorkest

### Pedagogische werken
- 1933 Modern and Progressive Correspondance Course for Cornet and Trumpet
- 1933 The Arban – Staigers Complete Celebrated Method for Cornet and Trumpet
- 1950 Flexibility Studies and Technical Drills